# Зелена армія

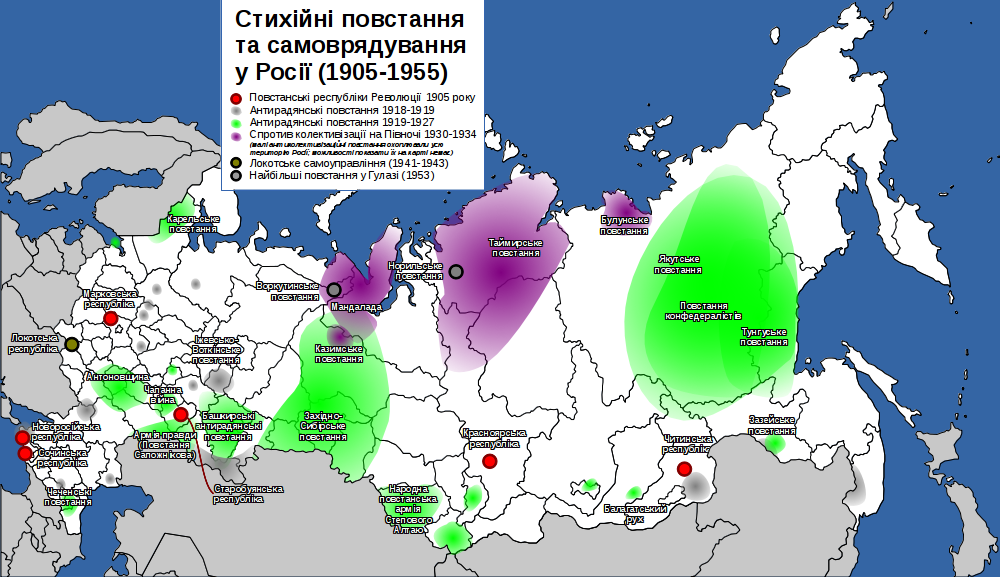
Найбільші «зелені» повстання у Росії

Зелені повстанці, або «зеленоармійці» (також «зелені партизани», «зелений рух») — узагальнена назва нерегулярних, переважно селянських і козацьких збройних формувань, що протистояли іноземним інтервентам, більшовикам і білогвардійцям у роки Громадянської війни в Росії та Україні. У більш широкому сенсі, «зелені» — визначення для «третьої сили» у Громадянській війні.

## Поширення
Найбільшого поширення зелений рух набув у 1919—1921 роках як стихійний спротив селянства продзагонам, які зі зброєю без компенсації вилучали «надлишки» хлібу, репресіям та методам управління, які насаджували більшовики у селах. В Україні, під час революції, рух був переважно пов'язаний зі супротивом реформам Скоропадського. 
У цей період найбільшими зеленими повстаннями стали:
- Тамбовське повстання
- Західносибірське повстання
- Григор'ївське повстання
- Чапанна війна
- Народна повстанська армія Степового Алтаю
- Башкирські антирадянські повстання

## Ідеологія

Зелений колір, а також комбінації з ним часто використовувалися у знаменах повстанців

Мали національно-демократичні, анархічні, а також, іноді, близькі раннього більшовизму цілі. Одні вимагали скликання Установчих зборів, інші були прихильниками безвладдя і вільних Рад. У побуті існували поняття «червоно-зелені» (більше тяжіють до червоних) і «біло-зелені». Національно-демократичне крило повстанського руху виникло у Краснодарському краї, до нього входили жителі села Роздольного, Ізмайлівка та інших сіл Краснодарського краю.[джерело?] До «зелених» найчастіше відносять повстанську армію Махна і тамбовських повстанців. Лідером російського «зеленого» руху намагався представити себе Б. В. Савінков, який підтримував партизанський загін С. Н. Булак-Балаховича. В Україні, Башкортостані, Сибіру та козацьких регіонах соціальні гасла зелених повстанців поєднувалися з національними або регіоналістськими.

## Символіка

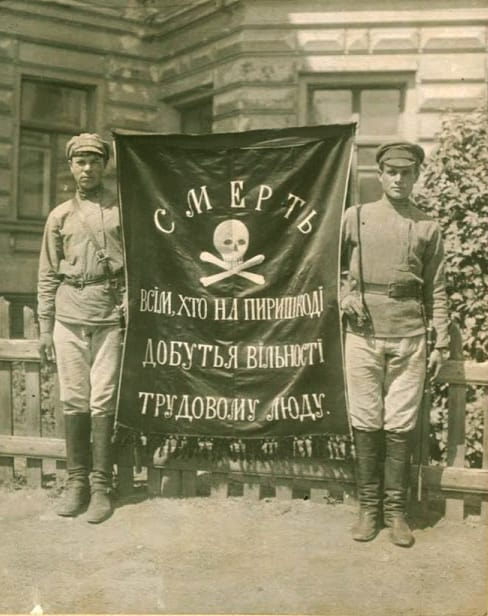
Гасло «Смерть всім, хто на пиришкоді добутья вільності трудовому люду»

Зелений і чорний, а також їх комбінація часто використовувалися як кольори знамен повстанців. Конкретні варіанти залежали від політичної орієнтації — анархісти, соціалісти тощо, просто подобу «загонів самооборони» без виражених політичних пристрастей. У деяких районах використовувався і червоний колір (наприклад, в районі Сочі, де в зеленому русі лідируючі позиції належали есерам, використовувався червоний прапор з прямим зеленим хрестом).

## Гасла
- «Бий червоних, поки не побіліють, бий білих поки не почервоніють»
- «Хочемо комунізму без більшовиків»
- «За Ради без більшовиків»
- «Уся влада установчим зборам»